# Condado de Cook (Minnesota)
O Condado de Cook é um dos 87 condados do estado americano do Minnesota. A sede do condado é Grand Marais, e sua maior cidade é Grand Marais.
O condado possui uma área de 8 650 km² (dos quais 4 893 km² estão cobertos por água), uma população de 5 168 habitantes, e uma densidade populacional de 1 hab/km² (segundo o censo nacional de 2000). O condado foi fundado em 1874.